# سيمون سكارلاتيديز
سيمون سكارلاتيديز (بالألمانية: Simon Skarlatidis)‏ (6 يونيو 1991 بفايبلينغن في ألمانيا - ) هو لاعب كرة قدم ألماني في مركز مركز الجناح ‏. لعب مع إرتسغيبيرغه آوه وSG Sonnenhof Großaspach ‏.

## وصلات خارجية
- سيمون سكارلاتيديز على موقع قاعدة بيانات كرة القدم.إي يو (الإنجليزية)
- سيمون سكارلاتيديز على موقع Soccerway.com (الإنجليزية)
- سيمون سكارلاتيديز على موقع عالم كرة القدم.نت (الإنجليزية)